# Aspuddens sjukhem

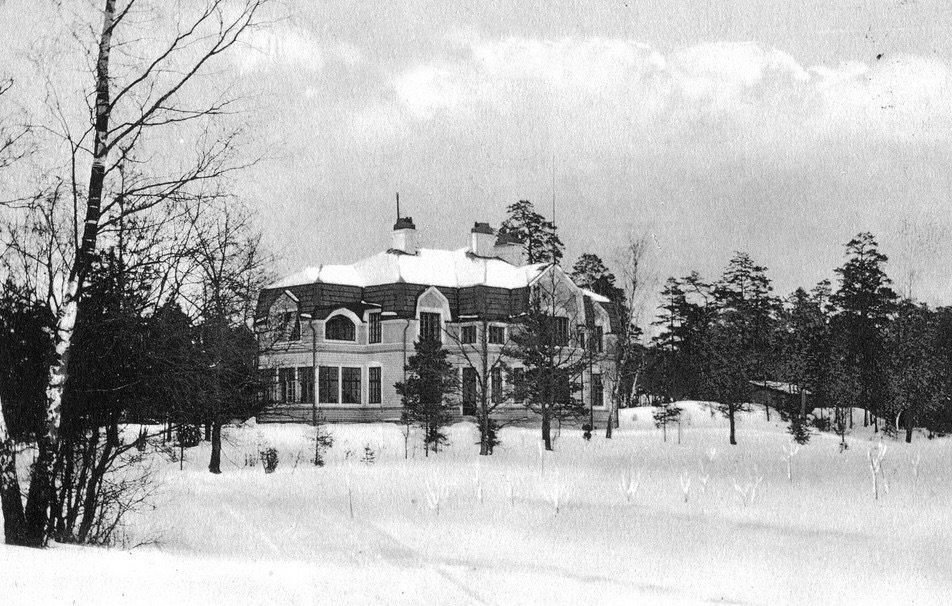
Aspuddens sjukhem

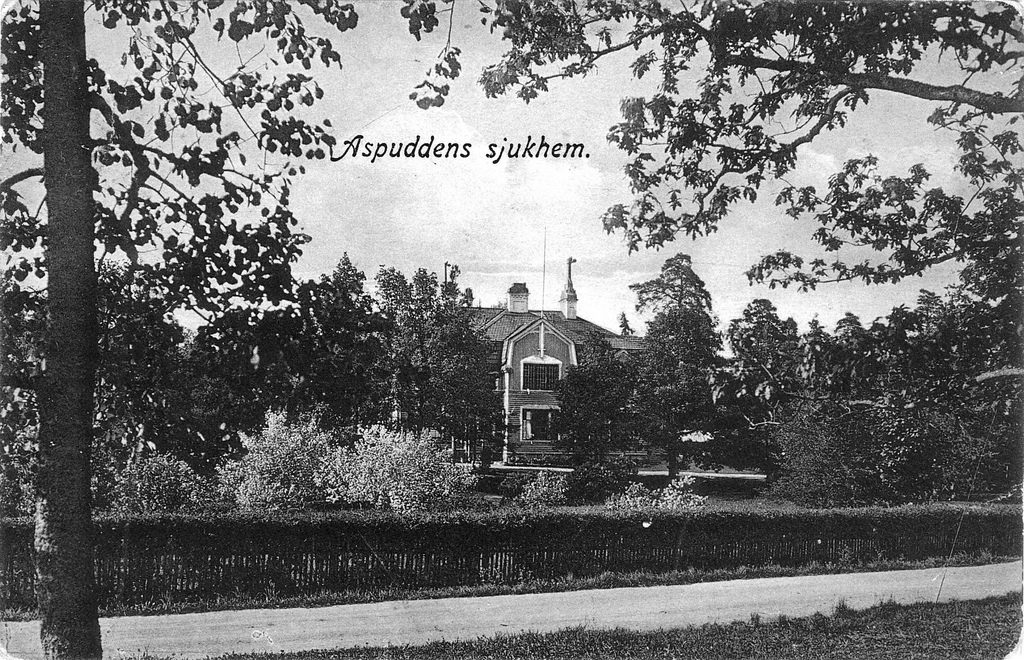
Aspuddens sjukhem från vägen

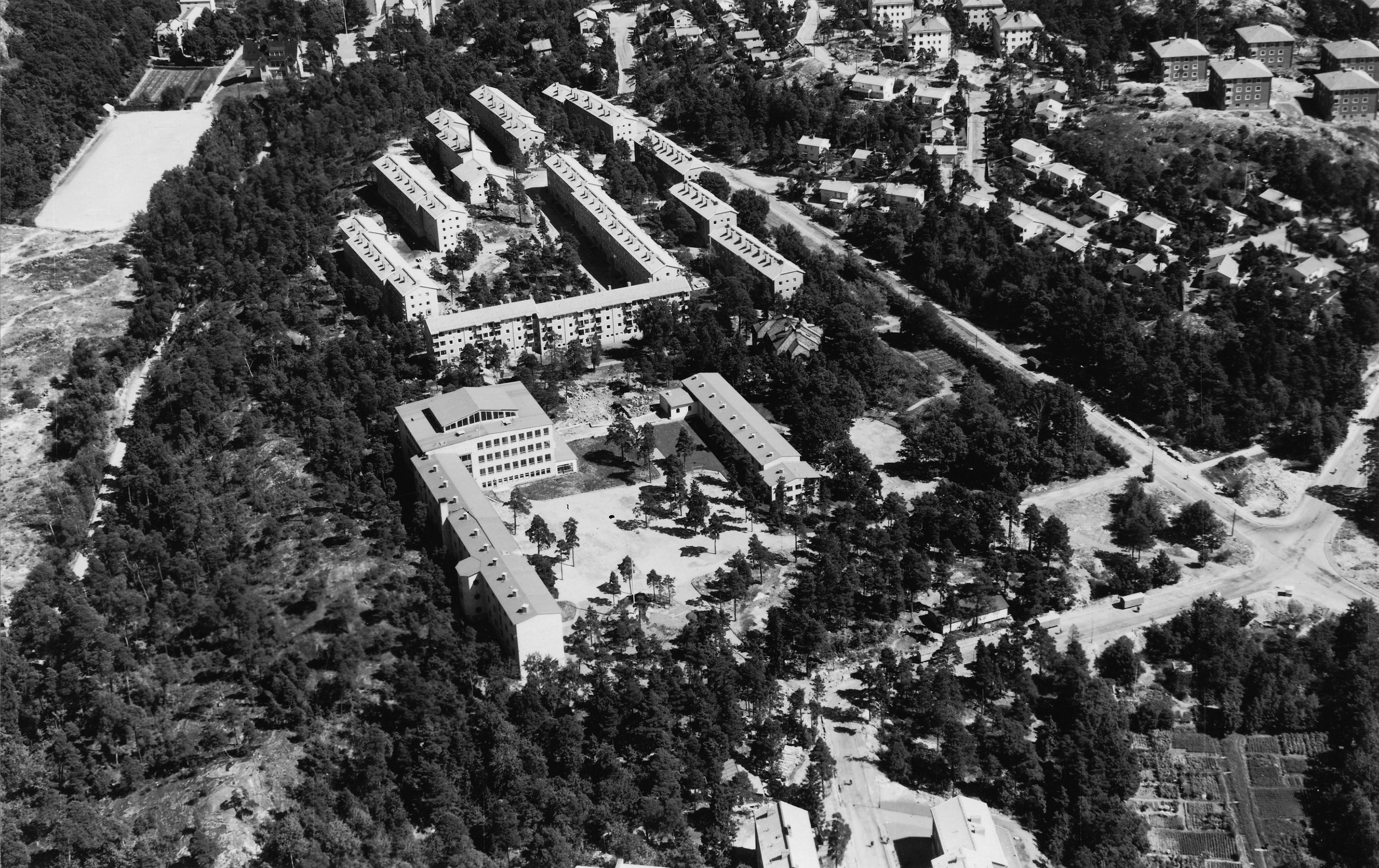
Sjukhemmet med Aspuddens skola som granne, efter 1950

Aspuddens sjukhem var ett sjukhem vid Blommensbergsvägen i Aspudden i södra Stockholm. Byggnaden revs på 1960-talet. I Aspudden kallades sjukhemmet "Hemgården".
Det lilla sjukhemmet drevs privat och patienterna kom från överklassen. Det var lätt att ta sig dit med ångbåt eller spårvagn. Ansvarig för verksamheten under 1920-talet var sjuksköterskan Anna Törnquist.
År 1925 var Hermann Göring patient på Aspuddens sjukhem där han skrevs in för att bli kvitt sitt morfinberoende. Göring var mycket våldsam och hotade sjuksköterskorna. Han bröt sig in i ett medicinskåp i sin jakt på morfin. Han fick ett våldsamt utbrott och hämtades i tvångströja av polis. Hermann Göring kom sedan att vårdas på Långbro sjukhus.